# Victoria Alexandra van Saksen-Coburg en Gotha

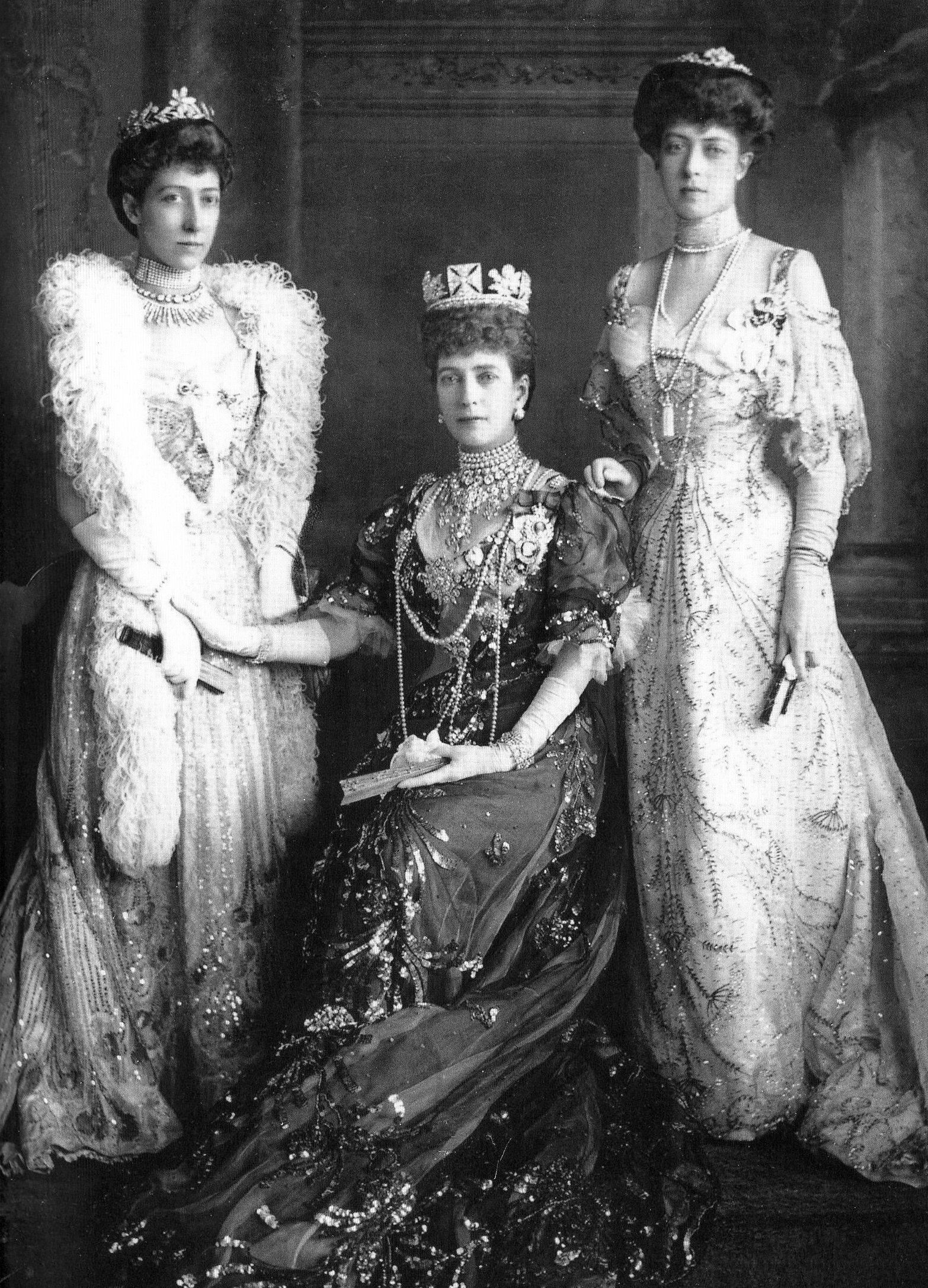
De Britse koningin samen met haar oudste dochters, Louise, the Princess Royal aan haar rechterkant en prinses Victoria Alexandra aan de linkerkant.

Prinses Victoria van Saksen-Coburg en Gotha (Marlborough House, Londen, 6 juli 1868 – Buckinghamshire, 3 december 1935) was de tweede dochter van koning Edward VII van het Verenigd Koninkrijk en koningin Alexandra. Ze was een prinses van het Verenigd Koninkrijk.

## Jeugd
Prinses Victoria werd op 6 juli 1868 in Londen geboren als het vierde kind en de tweede dochter van Albert Edward, de Prins van Wales, de latere koning Edward VII van het Verenigd Koninkrijk en diens echtgenote prinses Alexandra van Denemarken. Haar namen waren Victoria Alexandra Olga Mary. De naam Victoria kreeg ze van haar grootmoeder, de koningin van het Verenigd Koninkrijk. De naam Alexandra kwam van haar moeder. De naam Olga kwam van de Griekse koningin Olga Konstantinovna van Rusland. En de naam Mary kwam van prinses Maria Adelheid van Cambridge (Engels: Mary Adelaide of Cambridge). Haar grootouders aan vaderskant waren koningin Victoria van het Verenigd Koninkrijk en prins-gemaal Albert van Saksen-Coburg en Gotha. En haar grootouders aan moederskant waren koning Christiaan IX van Denemarken en koningin Louise van Hessen-Kassel. Bij haar geboorte was haar grootmoeder, koningin Victoria, aan de macht en als kleindochter van de Britse vorstin kreeg ze de titel “Hare Koninklijke Hoogheid Prinses Victoria van Wales”. Binnen de familie werd ze ook wel Toria genoemd.
Haar doop vond plaats in het Marlborough House op 6 augustus door Archibald Campbell Tait, de Bisschop van Londen. Hierbij waren de doopgetuigen o.a. koningin Victoria, tsaar Alexander II van Rusland, tsarevitsj Alexander Aleksandrovitsj, prins Arthur (een jongere broer van haar vader), prins Lodewijk van Hessen-Darmstadt, koningin Olga van Griekenland, oud-koningin Caroline Amalia van Denemarken en prinses Maria Adelheid van Cambridge. 
De prinses ontving onderwijs van privé-leraren en bracht het grootste deel van haar jeugd door te Marlborough House en Sandringham House. Ze was vooral hecht met haar oudere broer George, de latere koning George V. Naast hem had ze nog een broer, Albert Victor, en twee zussen, Louise en Maud. En een jong overleden broertje, John.

## Verdere levensloop
Door de jaren heen werden er een aantal mogelijke huwelijkskandidaten genoemd. Toch is prinses Victoria nooit getrouwd en bleef bij haar moeder wonen tot deze stierf in 1925. Daarna vestigde de prinses zich in Coppins, Buckinghamshire, alwaar zij stierf in 1935. Haar begrafenis vond plaats in de St. George’s Chapel van Windsor Castle. Ze werd begraven op de Frogmore-begraafplaats. Haar dood was een grote schok voor haar broer George V, die een maand later stierf.

## Kwartierstaat (voorouders)
| Ernst I van Saksen-Coburg en Gotha (1784-1844) | Ernst I van Saksen-Coburg en Gotha (1784-1844) | Ernst I van Saksen-Coburg en Gotha (1784-1844) | Ernst I van Saksen-Coburg en Gotha (1784-1844) | Ernst I van Saksen-Coburg en Gotha (1784-1844) | Ernst I van Saksen-Coburg en Gotha (1784-1844) | Louise van Saksen-Gotha-Altenburg (1800-1831) | Louise van Saksen-Gotha-Altenburg (1800-1831) | Louise van Saksen-Gotha-Altenburg (1800-1831) | Louise van Saksen-Gotha-Altenburg (1800-1831) | Louise van Saksen-Gotha-Altenburg (1800-1831)      | Louise van Saksen-Gotha-Altenburg (1800-1831)      |                                                    |                                                    | Eduard August van Kent (1767-1820)                 | Eduard August van Kent (1767-1820)                 | Eduard August van Kent (1767-1820)               | Eduard August van Kent (1767-1820)               | Eduard August van Kent (1767-1820)               | Eduard August van Kent (1767-1820)               | Victoire van Saksen-Coburg-Saalfeld ((1786-1861) | Victoire van Saksen-Coburg-Saalfeld ((1786-1861) | Victoire van Saksen-Coburg-Saalfeld ((1786-1861) | Victoire van Saksen-Coburg-Saalfeld ((1786-1861) | Victoire van Saksen-Coburg-Saalfeld ((1786-1861) | Victoire van Saksen-Coburg-Saalfeld ((1786-1861) |  |  | Frederik Willem van Sleeswijk-Holstein-Sonderburg-Glücksburg (1785-1831) | Frederik Willem van Sleeswijk-Holstein-Sonderburg-Glücksburg (1785-1831) | Frederik Willem van Sleeswijk-Holstein-Sonderburg-Glücksburg (1785-1831) | Frederik Willem van Sleeswijk-Holstein-Sonderburg-Glücksburg (1785-1831) | Frederik Willem van Sleeswijk-Holstein-Sonderburg-Glücksburg (1785-1831) | Frederik Willem van Sleeswijk-Holstein-Sonderburg-Glücksburg (1785-1831) | Louise Caroline van Hesse-Kassel (1789-1867) | Louise Caroline van Hesse-Kassel (1789-1867) | Louise Caroline van Hesse-Kassel (1789-1867) | Louise Caroline van Hesse-Kassel (1789-1867) | Louise Caroline van Hesse-Kassel (1789-1867) | Louise Caroline van Hesse-Kassel (1789-1867) |                                      |                                      | Willem van Hessen-Kassel (1787-1867) | Willem van Hessen-Kassel (1787-1867) | Willem van Hessen-Kassel (1787-1867)                  | Willem van Hessen-Kassel (1787-1867)                  | Willem van Hessen-Kassel (1787-1867)                  | Willem van Hessen-Kassel (1787-1867)                  | Louise Charlotte van Denemarken (1789-1864)           | Louise Charlotte van Denemarken (1789-1864)           | Louise Charlotte van Denemarken (1789-1864) | Louise Charlotte van Denemarken (1789-1864) | Louise Charlotte van Denemarken (1789-1864) | Louise Charlotte van Denemarken (1789-1864) |  |  |  |  |  |  |  |  |  |  |  |  |  |  |  |  |  |  |  |  |  |  |  |  |  |  |  |  |  |  |  |  |  |  |  |  |  |  |  |  |  |  |  |  |  |  |  |  |
| Ernst I van Saksen-Coburg en Gotha (1784-1844) | Ernst I van Saksen-Coburg en Gotha (1784-1844) | Ernst I van Saksen-Coburg en Gotha (1784-1844) | Ernst I van Saksen-Coburg en Gotha (1784-1844) | Ernst I van Saksen-Coburg en Gotha (1784-1844) | Ernst I van Saksen-Coburg en Gotha (1784-1844) | Louise van Saksen-Gotha-Altenburg (1800-1831) | Louise van Saksen-Gotha-Altenburg (1800-1831) | Louise van Saksen-Gotha-Altenburg (1800-1831) | Louise van Saksen-Gotha-Altenburg (1800-1831) | Louise van Saksen-Gotha-Altenburg (1800-1831)      | Louise van Saksen-Gotha-Altenburg (1800-1831)      |                                                    |                                                    | Eduard August van Kent (1767-1820)                 | Eduard August van Kent (1767-1820)                 | Eduard August van Kent (1767-1820)               | Eduard August van Kent (1767-1820)               | Eduard August van Kent (1767-1820)               | Eduard August van Kent (1767-1820)               | Victoire van Saksen-Coburg-Saalfeld ((1786-1861) | Victoire van Saksen-Coburg-Saalfeld ((1786-1861) | Victoire van Saksen-Coburg-Saalfeld ((1786-1861) | Victoire van Saksen-Coburg-Saalfeld ((1786-1861) | Victoire van Saksen-Coburg-Saalfeld ((1786-1861) | Victoire van Saksen-Coburg-Saalfeld ((1786-1861) |  |  | Frederik Willem van Sleeswijk-Holstein-Sonderburg-Glücksburg (1785-1831) | Frederik Willem van Sleeswijk-Holstein-Sonderburg-Glücksburg (1785-1831) | Frederik Willem van Sleeswijk-Holstein-Sonderburg-Glücksburg (1785-1831) | Frederik Willem van Sleeswijk-Holstein-Sonderburg-Glücksburg (1785-1831) | Frederik Willem van Sleeswijk-Holstein-Sonderburg-Glücksburg (1785-1831) | Frederik Willem van Sleeswijk-Holstein-Sonderburg-Glücksburg (1785-1831) | Louise Caroline van Hesse-Kassel (1789-1867) | Louise Caroline van Hesse-Kassel (1789-1867) | Louise Caroline van Hesse-Kassel (1789-1867) | Louise Caroline van Hesse-Kassel (1789-1867) | Louise Caroline van Hesse-Kassel (1789-1867) | Louise Caroline van Hesse-Kassel (1789-1867) |                                      |                                      | Willem van Hessen-Kassel (1787-1867) | Willem van Hessen-Kassel (1787-1867) | Willem van Hessen-Kassel (1787-1867)                  | Willem van Hessen-Kassel (1787-1867)                  | Willem van Hessen-Kassel (1787-1867)                  | Willem van Hessen-Kassel (1787-1867)                  | Louise Charlotte van Denemarken (1789-1864)           | Louise Charlotte van Denemarken (1789-1864)           | Louise Charlotte van Denemarken (1789-1864) | Louise Charlotte van Denemarken (1789-1864) | Louise Charlotte van Denemarken (1789-1864) | Louise Charlotte van Denemarken (1789-1864) |  |  |  |  |  |  |  |  |  |  |  |  |  |  |  |  |  |  |  |  |  |  |  |  |  |  |  |  |  |  |  |  |  |  |  |  |  |  |  |  |  |  |  |  |  |  |  |  |
|                                                |                                                |                                                |                                                |                                                |                                                |                                               |                                               |                                               |                                               |                                                    |                                                    |                                                    |                                                    |                                                    |                                                    |                                                  |                                                  |                                                  |                                                  |                                                  |                                                  |                                                  |                                                  |                                                  |                                                  |  |  |                                                                          |                                                                          |                                                                          |                                                                          |                                                                          |                                                                          |                                              |                                              |                                              |                                              |                                              |                                              |                                      |                                      |                                      |                                      |                                                       |                                                       |                                                       |                                                       |                                                       |                                                       |                                             |                                             |                                             |                                             |  |  |  |  |  |  |  |  |  |  |  |  |  |  |  |  |  |  |  |  |  |  |  |  |  |  |  |  |  |  |  |  |  |  |  |  |  |  |  |  |  |  |  |  |  |  |  |  |
|                                                |                                                |                                                |                                                | Albert van Saksen-Coburg en Gotha (1819-1861)  | Albert van Saksen-Coburg en Gotha (1819-1861)  | Albert van Saksen-Coburg en Gotha (1819-1861) | Albert van Saksen-Coburg en Gotha (1819-1861) | Albert van Saksen-Coburg en Gotha (1819-1861) | Albert van Saksen-Coburg en Gotha (1819-1861) |                                                    |                                                    |                                                    |                                                    |                                                    |                                                    | Victoria van het Verenigd Koninkrijk (1819-1901) | Victoria van het Verenigd Koninkrijk (1819-1901) | Victoria van het Verenigd Koninkrijk (1819-1901) | Victoria van het Verenigd Koninkrijk (1819-1901) | Victoria van het Verenigd Koninkrijk (1819-1901) | Victoria van het Verenigd Koninkrijk (1819-1901) |                                                  |                                                  |                                                  |                                                  |  |  |                                                                          |                                                                          |                                                                          |                                                                          | Christiaan IX van Denemarken (1818-1906)                                 | Christiaan IX van Denemarken (1818-1906)                                 | Christiaan IX van Denemarken (1818-1906)     | Christiaan IX van Denemarken (1818-1906)     | Christiaan IX van Denemarken (1818-1906)     | Christiaan IX van Denemarken (1818-1906)     |                                              |                                              |                                      |                                      |                                      |                                      | Louise van Hessen-Kassel (1817-1898)                  | Louise van Hessen-Kassel (1817-1898)                  | Louise van Hessen-Kassel (1817-1898)                  | Louise van Hessen-Kassel (1817-1898)                  | Louise van Hessen-Kassel (1817-1898)                  | Louise van Hessen-Kassel (1817-1898)                  |                                             |                                             |                                             |                                             |  |  |  |  |  |  |  |  |  |  |  |  |  |  |  |  |  |  |  |  |  |  |  |  |  |  |  |  |  |  |  |  |  |  |  |  |  |  |  |  |  |  |  |  |  |  |  |  |
|                                                |                                                |                                                |                                                | Albert van Saksen-Coburg en Gotha (1819-1861)  | Albert van Saksen-Coburg en Gotha (1819-1861)  | Albert van Saksen-Coburg en Gotha (1819-1861) | Albert van Saksen-Coburg en Gotha (1819-1861) | Albert van Saksen-Coburg en Gotha (1819-1861) | Albert van Saksen-Coburg en Gotha (1819-1861) |                                                    |                                                    |                                                    |                                                    |                                                    |                                                    | Victoria van het Verenigd Koninkrijk (1819-1901) | Victoria van het Verenigd Koninkrijk (1819-1901) | Victoria van het Verenigd Koninkrijk (1819-1901) | Victoria van het Verenigd Koninkrijk (1819-1901) | Victoria van het Verenigd Koninkrijk (1819-1901) | Victoria van het Verenigd Koninkrijk (1819-1901) |                                                  |                                                  |                                                  |                                                  |  |  |                                                                          |                                                                          |                                                                          |                                                                          | Christiaan IX van Denemarken (1818-1906)                                 | Christiaan IX van Denemarken (1818-1906)                                 | Christiaan IX van Denemarken (1818-1906)     | Christiaan IX van Denemarken (1818-1906)     | Christiaan IX van Denemarken (1818-1906)     | Christiaan IX van Denemarken (1818-1906)     |                                              |                                              |                                      |                                      |                                      |                                      | Louise van Hessen-Kassel (1817-1898)                  | Louise van Hessen-Kassel (1817-1898)                  | Louise van Hessen-Kassel (1817-1898)                  | Louise van Hessen-Kassel (1817-1898)                  | Louise van Hessen-Kassel (1817-1898)                  | Louise van Hessen-Kassel (1817-1898)                  |                                             |                                             |                                             |                                             |  |  |  |  |  |  |  |  |  |  |  |  |  |  |  |  |  |  |  |  |  |  |  |  |  |  |  |  |  |  |  |  |  |  |  |  |  |  |  |  |  |  |  |  |  |  |  |  |
|                                                |                                                |                                                |                                                |                                                |                                                |                                               |                                               |                                               |                                               | Edward VII van het Verenigd Koninkrijk (1841-1910) | Edward VII van het Verenigd Koninkrijk (1841-1910) | Edward VII van het Verenigd Koninkrijk (1841-1910) | Edward VII van het Verenigd Koninkrijk (1841-1910) | Edward VII van het Verenigd Koninkrijk (1841-1910) | Edward VII van het Verenigd Koninkrijk (1841-1910) |                                                  |                                                  |                                                  |                                                  |                                                  |                                                  |                                                  |                                                  |                                                  |                                                  |  |  |                                                                          |                                                                          |                                                                          |                                                                          |                                                                          |                                                                          |                                              |                                              |                                              |                                              | Alexandra van Denemarken (1844-1925)         | Alexandra van Denemarken (1844-1925)         | Alexandra van Denemarken (1844-1925) | Alexandra van Denemarken (1844-1925) | Alexandra van Denemarken (1844-1925) | Alexandra van Denemarken (1844-1925) |                                                       |                                                       |                                                       |                                                       |                                                       |                                                       |                                             |                                             |                                             |                                             |  |  |  |  |  |  |  |  |  |  |  |  |  |  |  |  |  |  |  |  |  |  |  |  |  |  |  |  |  |  |  |  |  |  |  |  |  |  |  |  |  |  |  |  |  |  |  |  |
|                                                |                                                |                                                |                                                |                                                |                                                |                                               |                                               |                                               |                                               | Edward VII van het Verenigd Koninkrijk (1841-1910) | Edward VII van het Verenigd Koninkrijk (1841-1910) | Edward VII van het Verenigd Koninkrijk (1841-1910) | Edward VII van het Verenigd Koninkrijk (1841-1910) | Edward VII van het Verenigd Koninkrijk (1841-1910) | Edward VII van het Verenigd Koninkrijk (1841-1910) |                                                  |                                                  |                                                  |                                                  |                                                  |                                                  |                                                  |                                                  |                                                  |                                                  |  |  |                                                                          |                                                                          |                                                                          |                                                                          |                                                                          |                                                                          |                                              |                                              |                                              |                                              | Alexandra van Denemarken (1844-1925)         | Alexandra van Denemarken (1844-1925)         | Alexandra van Denemarken (1844-1925) | Alexandra van Denemarken (1844-1925) | Alexandra van Denemarken (1844-1925) | Alexandra van Denemarken (1844-1925) |                                                       |                                                       |                                                       |                                                       |                                                       |                                                       |                                             |                                             |                                             |                                             |  |  |  |  |  |  |  |  |  |  |  |  |  |  |  |  |  |  |  |  |  |  |  |  |  |  |  |  |  |  |  |  |  |  |  |  |  |  |  |  |  |  |  |  |  |  |  |  |
|                                                |                                                |                                                |                                                |                                                |                                                |                                               |                                               |                                               |                                               |                                                    |                                                    |                                                    |                                                    |                                                    |                                                    |                                                  |                                                  |                                                  |                                                  |                                                  |                                                  |                                                  |                                                  |                                                  |                                                  |  |  |                                                                          |                                                                          |                                                                          |                                                                          |                                                                          |                                                                          |                                              |                                              |                                              |                                              |                                              |                                              |                                      |                                      |                                      |                                      |                                                       |                                                       |                                                       |                                                       |                                                       |                                                       |                                             |                                             |                                             |                                             |  |  |  |  |  |  |  |  |  |  |  |  |  |  |  |  |  |  |  |  |  |  |  |  |  |  |  |  |  |  |  |  |  |  |  |  |  |  |  |  |  |  |  |  |  |  |  |  |
|                                                |                                                |                                                |                                                |                                                |                                                |                                               |                                               |                                               |                                               |                                                    |                                                    |                                                    |                                                    |                                                    |                                                    |                                                  |                                                  |                                                  |                                                  |                                                  |                                                  |                                                  |                                                  |                                                  |                                                  |  |  |                                                                          |                                                                          |                                                                          |                                                                          |                                                                          |                                                                          |                                              |                                              |                                              |                                              |                                              |                                              |                                      |                                      |                                      |                                      |                                                       |                                                       |                                                       |                                                       |                                                       |                                                       |                                             |                                             |                                             |                                             |  |  |  |  |  |  |  |  |  |  |  |  |  |  |  |  |  |  |  |  |  |  |  |  |  |  |  |  |  |  |  |  |  |  |  |  |  |  |  |  |  |  |  |  |  |  |  |  |
|                                                |                                                |                                                |                                                | Albert Victor van Clarence (1864-1892)         | Albert Victor van Clarence (1864-1892)         | Albert Victor van Clarence (1864-1892)        | Albert Victor van Clarence (1864-1892)        | Albert Victor van Clarence (1864-1892)        | Albert Victor van Clarence (1864-1892)        |                                                    |                                                    | George V van het Verenigd Koninkrijk (1865-1936)   | George V van het Verenigd Koninkrijk (1865-1936)   | George V van het Verenigd Koninkrijk (1865-1936)   | George V van het Verenigd Koninkrijk (1865-1936)   | George V van het Verenigd Koninkrijk (1865-1936) | George V van het Verenigd Koninkrijk (1865-1936) |                                                  |                                                  | Louise van Saksen-Coburg en Gotha (1867-1931)    | Louise van Saksen-Coburg en Gotha (1867-1931)    | Louise van Saksen-Coburg en Gotha (1867-1931)    | Louise van Saksen-Coburg en Gotha (1867-1931)    | Louise van Saksen-Coburg en Gotha (1867-1931)    | Louise van Saksen-Coburg en Gotha (1867-1931)    |  |  | Victoria Alexandra van Saksen-Coburg en Gotha (1868-1935)                | Victoria Alexandra van Saksen-Coburg en Gotha (1868-1935)                | Victoria Alexandra van Saksen-Coburg en Gotha (1868-1935)                | Victoria Alexandra van Saksen-Coburg en Gotha (1868-1935)                | Victoria Alexandra van Saksen-Coburg en Gotha (1868-1935)                | Victoria Alexandra van Saksen-Coburg en Gotha (1868-1935)                |                                              |                                              | Maud van Wales (1869-1938)                   | Maud van Wales (1869-1938)                   | Maud van Wales (1869-1938)                   | Maud van Wales (1869-1938)                   | Maud van Wales (1869-1938)           | Maud van Wales (1869-1938)           |                                      |                                      | Alexander John van Saksen-Coburg en Gotha (1871-1871) | Alexander John van Saksen-Coburg en Gotha (1871-1871) | Alexander John van Saksen-Coburg en Gotha (1871-1871) | Alexander John van Saksen-Coburg en Gotha (1871-1871) | Alexander John van Saksen-Coburg en Gotha (1871-1871) | Alexander John van Saksen-Coburg en Gotha (1871-1871) |                                             |                                             |                                             |                                             |  |  |  |  |  |  |  |  |  |  |  |  |  |  |  |  |  |  |  |  |  |  |  |  |  |  |  |  |  |  |  |  |  |  |  |  |  |  |  |  |  |  |  |  |  |  |  |  |